# Deuxième circonscription du Tarn
La deuxième circonscription du Tarn est l'une des trois circonscriptions législatives françaises que compte le département du Tarn (81) situé en région Occitanie.

## Description géographique et démographique

### Avant le redécoupage de 2010
La deuxième circonscription du Tarn est délimitée par le découpage électoral de la loi n°86-1197 du 24 novembre 1986
, elle regroupe les divisions administratives suivantes : 
- Canton d'Albi-Centre
- Canton d'Albi-Sud
- Canton de Cadalen
- Canton de Castelnau-de-Montmiral
- Canton de Gaillac
- Canton de Graulhet
- Canton de Lisle-sur-Tarn
- Canton de Rabastens
- Canton de Salvagnac

D'après le recensement général de la population en 1999, réalisé par l'Institut national de la statistique et des études économiques (INSEE), la population totale de cette circonscription est estimée à 101293 habitants,.

### Après le redécoupage de 2010
Depuis le redécoupage de 2010 elle regroupe les cantons suivants : 
- Canton d'Albi-Nord-Est
- Canton d'Albi-Nord-Ouest
- Canton d'Albi-Ouest
- Canton de Cadalen
- Canton de Carmaux-Nord
- Canton de Carmaux-Sud
- Canton de Castelnau-de-Montmiral
- Canton de Cordes-sur-Ciel
- Canton de Gaillac
- Canton de Graulhet
- Canton de Lisle-sur-Tarn
- Canton de Monestiés
- Canton de Pampelonne
- Canton de Rabastens
- Canton de Salvagnac
- Canton de Valderiès
- Canton de Vaour

La population totale de cette circonscription est alors estimée à 132 307 habitants

## Historique des députations
| Législature | Début de mandat | Fin de mandat  | Député                          | Parti politique | Observations |
| ----------- | --------------- | -------------- | ------------------------------- | --------------- | --- |
| VIIe        | 2 juillet 1981  | 1er avril 1986 | Jean-Pierre Gabarrou            | PS              | |
| VIIIe       | 2 avril 1986    | 14 mai 1988    | Aucun                           | Aucun           | Proportionnelle par département, pas de député par circonscription. Mandat écourté à la suite d'une dissolution parlementaire décidée par François Mitterrand. |
| IXe         | 23 juin 1988    | 1er avril 1993 | Charles Pistre                  | PS              | |
| Xe          | 2 avril 1993    | 21 avril 1997  | Philippe Bonnecarrère,          | RPR,            | Mandat écourté à la suite d'une dissolution parlementaire décidée par Jacques Chirac.                                                                          |
| XIe         | 12 juin 1997    | 18 juin 2002   | Thierry Carcenac                | PS              | Président du conseil général du Tarn Membre du conseil général du Tarn (Canton d'Albi-Nord-Est)                                                                |
| XIIe        | 19 juin 2002    | 19 juin 2007   | Thierry Carcenac,               | PS,             | Président du conseil général du Tarn Membre du conseil général du Tarn (Canton d'Albi-Nord-Est)                                                                |
| XIIIe       | 20 juin 2007    | 19 juin 2012   | Thierry Carcenac                | PS              | Président du conseil général du Tarn Membre du conseil général du Tarn (Canton d'Albi-Nord-Est)                                                                |
| XIVe        | 20 juin 2012    | 20 juin 2017   | Jacques Valax                   | PS              | |
| XVe         | 21 juin 2017    | 21 juin 2022   | Marie-Christine Verdier-Jouclas | LREM            | |
| XVIe        | 22 juin 2022    | 9 juin 2024    | Karen Erodi                     | LFI             | Mandat écourté à la suite d'une dissolution parlementaire décidée par Emmanuel Macron.                                                                         |
| XVIIe       | 8 juillet 2024  | En cours       | Karen Erodi                     | LFI             | |

## Historique des élections

### Élections de 1958
| Candidat       | Candidat              | Parti          | Premier tour | Premier tour | Second tour | Second tour |  |
| Candidat       | Candidat              | Parti          | Voix         | %            | Voix        | %           |  |
| -------------- | --------------------- | -------------- | ------------ | ------------ | ----------- | ----------- |  |
|                | François Reille-Soult | MRP            | 13 419       | 25,74        | 20 094      | 39,15       |  |
|                | André Vidal élu       | UNR            | 10 730       | 20,58        | 21 197      | 41,3        |  |
|                | François Séry         | CNIP           | 10 412       | 19,97        | Retrait     | Retrait     |  |
|                | Léon Rouzaud          | SFIO           | 6 500        | 12,47        | Retrait     | Retrait     |  |
|                | Yves Alayrac          | PCF            | 6 087        | 11,68        | 6 918       | 13,48       |  |
|                | Pierre Alquier        | Modérés        | 3 460        | 6,64         | 3 117       | 6,07        |  |
|                | Paul Malosse          | UFF            | 1 528        | 2,93         |             |             |  |
|                |                       |                |              |              |             |             |  |
| Inscrits       | Inscrits              | Inscrits       | 67 236       | 100,00       | 67 235      | 100,00      |  |
| Abstentions    | Abstentions           | Abstentions    | 12 826       | 19,08        | 13 640      | 20,29       |  |
| Votants        | Votants               | Votants        | 54 410       | 80,92        | 53 595      | 79,71       |  |
| Blancs et nuls | Blancs et nuls        | Blancs et nuls | 2 274        | 4,18         | 2 269       | 4,23        |  |
| Exprimés       | Exprimés              | Exprimés       | 52 136       | 95,82        | 51 326      | 95,77       |  |

Le suppléant d'André Vidal était Louis Cèbe.

### Élections de 1962
| Candidat       | Candidat             | Parti          | Premier tour | Premier tour | Second tour | Second tour |  |
| Candidat       | Candidat             | Parti          | Voix         | %            | Voix        | %           |  |
| -------------- | -------------------- | -------------- | ------------ | ------------ | ----------- | ----------- |  |
|                | Antonin Tirefort élu | UNR-UDT        | 10 458       | 22,12        | 24 058      | 47,98       |  |
|                | Robert Ladel         | SFIO           | 8 733        | 18,47        | 20 539      | 40,96       |  |
|                | Gaston Bousquet      | MRP            | 8 085        | 17,1         | Retrait     | Retrait     |  |
|                | Yves Alayrac         | PCF            | 6 790        | 14,36        | Retrait     | Retrait     |  |
|                | André Vidal sortant  | diss. UNR-UDT  | 6 017        | 12,73        | 5 545       | 11,06       |  |
|                | Lucien Carcassès     | CNIP           | 5 328        | 11,27        | Retrait     | Retrait     |  |
|                | Emmanuel Reille      | Modérés        | 1 869        | 3,95         |             |             |  |
|                |                      |                |              |              |             |             |  |
| Inscrits       | Inscrits             | Inscrits       | 67 708       | 100,00       | 67 691      | 100,00      |  |
| Abstentions    | Abstentions          | Abstentions    | 17 445       | 25,77        | 14 817      | 21,89       |  |
| Votants        | Votants              | Votants        | 50 263       | 74,23        | 52 874      | 78,11       |  |
| Blancs et nuls | Blancs et nuls       | Blancs et nuls | 2 983        | 5,93         | 2 732       | 5,17        |  |
| Exprimés       | Exprimés             | Exprimés       | 47 280       | 94,07        | 50 142      | 94,83       |  |

Le suppléant d'Antonin Tirefort était Raymond Vergnaud, commerçant, conseiller municipal de Castres.

### Élections de 1967
| Candidat       | Candidat            | Parti          | Premier tour | Premier tour | Second tour | Second tour |  |
| Candidat       | Candidat            | Parti          | Voix         | %            | Voix        | %           |  |
| -------------- | ------------------- | -------------- | ------------ | ------------ | ----------- | ----------- |  |
|                | Jacques Limouzy élu | UD-Ve          | 23 726       | 41,75        | 29 313      | 50,88       |  |
|                | Louis Brives        | FGDS (Radical) | 15 445       | 27,18        | 28 298      | 49,12       |  |
|                | Yves Alayrac        | PCF            | 8 340        | 14,68        | Retrait     | Retrait     |  |
|                | Gaston Bousquet     | CD (PDM)       | 7 991        | 14,06        | Retrait     | Retrait     |  |
|                | Victor Luis-Réoyo   | Modérés        | 1 325        | 2,33         |             |             |  |
|                |                     |                |              |              |             |             |  |
| Inscrits       | Inscrits            | Inscrits       | 69 057       | 100,00       | 69 042      | 100,00      |  |
| Abstentions    | Abstentions         | Abstentions    | 10 035       | 14,53        | 9 349       | 13,54       |  |
| Votants        | Votants             | Votants        | 59 022       | 85,47        | 59 693      | 86,46       |  |
| Blancs et nuls | Blancs et nuls      | Blancs et nuls | 2 195        | 3,72         | 2 082       | 3,49        |  |
| Exprimés       | Exprimés            | Exprimés       | 56 827       | 96,28        | 57 611      | 96,51       |  |

Le suppléant de Jacques Limouzy était le Docteur Henri Parodi.

### Élections de 1968
| Candidat       | Candidat                      | Parti          | Premier tour | Premier tour | Second tour | Second tour |  |
| Candidat       | Candidat                      | Parti          | Voix         | %            | Voix        | %           |  |
| -------------- | ----------------------------- | -------------- | ------------ | ------------ | ----------- | ----------- |  |
|                | Jacques Limouzy sortant réélu | UDR (URP)      | 27 972       | 49,06        | 33 098      | 58,51       |  |
|                | Louis Brives                  | FGDS (Radical) | 11 644       | 20,42        | 23 467      | 41,49       |  |
|                | Yves Alayrac                  | PCF            | 6 627        | 11,62        |             |             |  |
|                | Gaston Bousquet               | CD (PDM)       | 6 212        | 10,9         |             |             |  |
|                | Henri Darasse                 | PSU            | 3 297        | 5,78         |             |             |  |
|                | André Vidal                   | Modérés        | 1 262        | 2,21         |             |             |  |
|                |                               |                |              |              |             |             |  |
| Inscrits       | Inscrits                      | Inscrits       | 68 924       | 100,00       | 68 919      | 100,00      |  |
| Abstentions    | Abstentions                   | Abstentions    | 10 451       | 15,16        | 10 556      | 15,32       |  |
| Votants        | Votants                       | Votants        | 58 473       | 84,84        | 58 363      | 84,68       |  |
| Blancs et nuls | Blancs et nuls                | Blancs et nuls | 1 459        | 2,5          | 1 798       | 3,08        |  |
| Exprimés       | Exprimés                      | Exprimés       | 57 014       | 97,5         | 56 565      | 96,92       |  |

Le suppléant de Jacques Limouzy était le Docteur Louis Donnadieu. Louis Donnadieu remplaça Jacques Limouzy, nommé membre du gouvernement, du 23 juillet 1969 au 1er avril 1973.

### Élections de 1973
|                | Jacques Limouzy sortant réélu | UDR (URP)      | 30 589 | 50,57  |  |  |  |
|                | Jean-François Alquier         | MRG (UGSD)     | 13 571 | 22,44  |  |  |  |
|                | Jean Ortiz                    | PCF            | 8 600  | 14,22  |  |  |  |
|                | Victor Reoyo                  | CD (MR)        | 4 123  | 6,82   |  |  |  |
|                | Antoine Croste                | PSU            | 2 145  | 3,55   |  |  |  |
|                | Chantal Cauquil               | LO             | 1 461  | 2,42   |  |  |  |
|                |                               |                |        |        |  |  |  |
| Inscrits       | Inscrits                      | Inscrits       | 72 063 | 100,00 |  |  |  |
| Abstentions    | Abstentions                   | Abstentions    | 9 526  | 13,22  |  |  |  |
| Votants        | Votants                       | Votants        | 62 537 | 86,78  |  |  |  |
| Blancs et nuls | Blancs et nuls                | Blancs et nuls | 2 048  | 3,27   |  |  |  |
| Exprimés       | Exprimés                      | Exprimés       | 60 489 | 96,73  |  |  |  |

Le suppléant de Jacques Limouzy était Louis Donnadieu. Louis Donnadieu remplaça Jacques Limouzy, nommé membre du gouvernement, du 13 mai 1973 au 10 avril 1975. Louis Donnadieu démissionne le 10 avril 1975 pour permettre à Jacques Limouzy de retrouver son siège.

### Élection partielle de 1975 (25 mai et 1er juin)
|                                           | Jacques Limouzy sortant réélu | UDR            | 31 530 | 54,42  |  |  |  |
|                                           | Michel Tournier               | PS             | 13 905 | 24,00  |  |  |  |
|                                           | Jean Ortiz                    | PCF            | 7 476  | 12,90  |  |  |  |
|                                           | Bernard Raynaud               | MRG            | 3 624  | 6,25   |  |  |  |
|                                           | Chantal Cauquil               | LO             | 1 409  | 2,43   |  |  |  |
|                                           |                               |                |        |        |  |  |  |
| Inscrits                                  | Inscrits                      | Inscrits       | 76 977 | 100,00 |  |  |  |
| Abstentions                               | Abstentions                   | Abstentions    | 17 250 | 22,41  |  |  |  |
| Votants                                   | Votants                       | Votants        | 59 727 | 77,59  |  |  |  |
| Blancs et nuls                            | Blancs et nuls                | Blancs et nuls | 1 783  | 2,99   |  |  |  |
| Exprimés                                  | Exprimés                      | Exprimés       | 57 944 | 97,01  |  |  |  |
| Source : Le Monde, édition du 27 mai 1975 |                               |                |        |        |  |  |  |

### Élections de 1978
| Candidat       | Candidat                      | Parti             | Premier tour | Premier tour | Second tour | Second tour |  |
| Candidat       | Candidat                      | Parti             | Voix         | %            | Voix        | %           |  |
| -------------- | ----------------------------- | ----------------- | ------------ | ------------ | ----------- | ----------- |  |
|                | Jacques Limouzy sortant réélu | RPR               | 30 110       | 43,7         | 37 587      | 53          |  |
|                | Gilles Bardou                 | PS                | 17 593       | 25,53        | 33 336      | 47          |  |
|                | Élie Cros                     | PCF               | 8 891        | 12,9         |             |             |  |
|                | Louis Limouzy                 | Divers droite     | 3 236        | 4,7          |             |             |  |
|                | Jean-Claude Armengaud         | Divers écologiste | 2 495        | 3,62         |             |             |  |
|                | Maurice Amalric               | MRG               | 1 735        | 2,52         |             |             |  |
|                | Victor Reoyo                  | UDF (CDS)         | 1 536        | 2,23         |             |             |  |
|                | Bernard Giraud                | Rad               | 1 521        | 2,21         |             |             |  |
|                | Chantal Cauquil               | LO                | 983          | 1,43         |             |             |  |
|                | Bernard Magna                 | UGP               | 429          | 0,62         |             |             |  |
|                | Mohamed Bouziane              | LCR               | 375          | 0,54         |             |             |  |
|                |                               |                   |              |              |             |             |  |
| Inscrits       | Inscrits                      | Inscrits          | 80 752       | 100,00       | 80 699      | 100,00      |  |
| Abstentions    | Abstentions                   | Abstentions       | 9 982        | 12,36        | 8 315       | 10,3        |  |
| Votants        | Votants                       | Votants           | 70 770       | 87,64        | 72 384      | 89,7        |  |
| Blancs et nuls | Blancs et nuls                | Blancs et nuls    | 1 866        | 2,64         | 1 461       | 2,02        |  |
| Exprimés       | Exprimés                      | Exprimés          | 68 904       | 97,36        | 70 923      | 97,98       |  |

Le suppléant de Jacques Limouzy était Louis Donnadieu. Louis Donnadieu remplace Jacques Limouzy, nommé membre du gouvernement, du 7 mai 1978 au 22 mai 1981.

### Élections de 1981
| Candidat       | Candidat                 | Parti          | Premier tour | Premier tour | Second tour | Second tour |  |
| Candidat       | Candidat                 | Parti          | Voix         | %            | Voix        | %           |  |
| -------------- | ------------------------ | -------------- | ------------ | ------------ | ----------- | ----------- |  |
|                | Jean-Pierre Gabarrou élu | PS             | 29 902       | 46,46        | 37 341      | 54,81       |  |
|                | Jacques Limouzy sortant  | RPR (UNM)      | 29 078       | 45,18        | 30 786      | 45,19       |  |
|                | Élie Cros                | PCF            | 4 218        | 6,55         |             |             |  |
|                | Peter Dietrich           | Divers droite  | 597          | 0,93         |             |             |  |
|                | Michèle Puel             | LO             | 560          | 0,87         |             |             |  |
|                |                          |                |              |              |             |             |  |
| Inscrits       | Inscrits                 | Inscrits       | 82 022       | 100,00       | 82 010      | 100,00      |  |
| Abstentions    | Abstentions              | Abstentions    | 16 503       | 20,12        | 12 703      | 15,49       |  |
| Votants        | Votants                  | Votants        | 65 519       | 79,88        | 69 307      | 84,51       |  |
| Blancs et nuls | Blancs et nuls           | Blancs et nuls | 1 164        | 1,78         | 1 180       | 1,7         |  |
| Exprimés       | Exprimés                 | Exprimés       | 64 355       | 98,22        | 68 127      | 98,3        |  |

La suppléante de Jean-Pierre Gabarrou était Jacqueline Alquier, secrétaire, conseillère municipale de Labruguière, conseillère générale du canton de Labruguière. Jacqueline Alquier remplaça Jean-Pierre Gabarrou, décédé, du 23 mai 1985 au 1er avril 1986.

### Élections de 1988
| Candidat       | Candidat                     | Parti          | Premier tour | Premier tour | Second tour | Second tour |  |
| Candidat       | Candidat                     | Parti          | Voix         | %            | Voix        | %           |  |
| -------------- | ---------------------------- | -------------- | ------------ | ------------ | ----------- | ----------- |  |
|                | Charles Pistre sortant réélu | PS             | 22 359       | 45,58        | 28 310      | 54,05       |  |
|                | Philippe Bonnecarrère        | RPR (URC)      | 17 814       | 36,31        | 24 067      | 45,95       |  |
|                | Jean-Paul Mayer              | FN             | 5 182        | 10,56        |             |             |  |
|                | Georges Doga                 | PCF            | 3 703        | 7,55         |             |             |  |
|                |                              |                |              |              |             |             |  |
| Inscrits       | Inscrits                     | Inscrits       | 69 808       | 100,00       | 69 803      | 100,00      |  |
| Abstentions    | Abstentions                  | Abstentions    | 19 542       | 27,99        | 15 968      | 22,88       |  |
| Votants        | Votants                      | Votants        | 50 266       | 72,01        | 53 835      | 77,12       |  |
| Blancs et nuls | Blancs et nuls               | Blancs et nuls | 1 208        | 2,4          | 1 458       | 2,71        |  |
| Exprimés       | Exprimés                     | Exprimés       | 49 058       | 97,6         | 52 377      | 97,29       |  |

Le suppléant de Charles Pistre était Jean-Marie Daudet, adjoint au maire d'Albi.

### Élections de 1993
| Candidat       | Candidat                  | Parti          | Premier tour | Premier tour | Second tour | Second tour |  |
| Candidat       | Candidat                  | Parti          | Voix         | %            | Voix        | %           |  |
| -------------- | ------------------------- | -------------- | ------------ | ------------ | ----------- | ----------- |  |
|                | Philippe Bonnecarrère élu | RPR (UPF)      | 20 088       | 41,04        | 27 635      | 55,53       |  |
|                | Charles Pistre sortant    | PS (ADFP)      | 14 003       | 28,61        | 22 130      | 44,47       |  |
|                | Camille Fabas             | FN             | 6 356        | 12,99        |             |             |  |
|                | Denis Crépin              | Les Verts (EÉ) | 3 646        | 7,45         |             |             |  |
|                | Josian Vayre              | PCF            | 3 132        | 6,4          |             |             |  |
|                | Jacques Filippi           | LT-LNÉ         | 1 431        | 2,92         |             |             |  |
|                | Daniel Gourc              | PLN            | 291          | 0,59         |             |             |  |
|                |                           |                |              |              |             |             |  |
| Inscrits       | Inscrits                  | Inscrits       | 71 665       | 100,00       | 71 660      | 100,00      |  |
| Abstentions    | Abstentions               | Abstentions    | 19 145       | 26,71        | 17 838      | 24,89       |  |
| Votants        | Votants                   | Votants        | 52 520       | 73,29        | 53 822      | 75,11       |  |
| Blancs et nuls | Blancs et nuls            | Blancs et nuls | 3 573        | 6,8          | 4 057       | 7,54        |  |
| Exprimés       | Exprimés                  | Exprimés       | 48 947       | 93,2         | 49 765      | 92,46       |  |

Le suppléant de Philippe Bonnecarrère était Jacques Dary, UDF-Radical, maire de Gaillac.

### Élections de 1997
| Candidat       | Candidat                      | Parti          | Premier tour | Premier tour | Second tour | Second tour |  |
| Candidat       | Candidat                      | Parti          | Voix         | %            | Voix        | %           |  |
| -------------- | ----------------------------- | -------------- | ------------ | ------------ | ----------- | ----------- |  |
|                | Thierry Carcenac élu          | PS             | 16 612       | 33,76        | 27 389      | 52,25       |  |
|                | Philippe Bonnecarrère sortant | RPR            | 15 825       | 32,16        | 25 029      | 47,75       |  |
|                | Camille Fabas                 | FN             | 7 352        | 14,94        |             |             |  |
|                | Josian Vayre                  | PCF            | 3 567        | 7,25         |             |             |  |
|                | Denis Crépin                  | Les Verts      | 1 751        | 3,56         |             |             |  |
|                | Philippe Taurines             | LDI (MPF)      | 1 364        | 2,77         |             |             |  |
|                | Franck Popelier               | US4J           | 794          | 1,61         |             |             |  |
|                | Nathalie Lutaud               | PT             | 612          | 1,24         |             |             |  |
|                | Jean Sinet                    | MÉI            | 496          | 1,01         |             |             |  |
|                | Didier Laisney                | Divers         | 481          | 0,98         |             |             |  |
|                | Lazare Katz                   | IR             | 253          | 0,51         |             |             |  |
|                | André Verdié                  | PLN            | 95           | 0,19         |             |             |  |
|                |                               |                |              |              |             |             |  |
| Inscrits       | Inscrits                      | Inscrits       | 70 759       | 100,00       | 70 757      | 100,00      |  |
| Abstentions    | Abstentions                   | Abstentions    | 18 499       | 26,14        | 14 862      | 21          |  |
| Votants        | Votants                       | Votants        | 52 260       | 73,86        | 55 895      | 79          |  |
| Blancs et nuls | Blancs et nuls                | Blancs et nuls | 3 058        | 5,85         | 3 477       | 6,22        |  |
| Exprimés       | Exprimés                      | Exprimés       | 49 202       | 94,15        | 52 418      | 93,78       |  |

Le suppléant de Thierry Carcenac était Charles Pistre, ancien député (1978-1993), conseiller général du canton de Gaillac, maire de Gaillac.

### Élections de 2002
| Candidat       | Candidat                       | Parti            | Premier tour | Premier tour | Second tour | Second tour |  |
| Candidat       | Candidat                       | Parti            | Voix         | %            | Voix        | %           |  |
| -------------- | ------------------------------ | ---------------- | ------------ | ------------ | ----------- | ----------- |  |
|                | Thierry Carcenac sortant réélu | PS               | 19 600       | 38,24        | 25 398      | 52,75       |  |
|                | Catherine Réveillon            | UMP              | 13 058       | 25,47        | 22 749      | 47,25       |  |
|                | Marie-Christine Boutonnet      | FN               | 5 993        | 11,69        |             |             |  |
|                | Richard Canac                  | UDF              | 5 408        | 10,55        |             |             |  |
|                | Jean Gautronneau               | Les Verts        | 1 361        | 2,66         |             |             |  |
|                | Marie-Claire Culie             | PCF              | 1 342        | 2,62         |             |             |  |
|                | Jean-Louis Boyer               | CPNT             | 1 310        | 2,56         |             |             |  |
|                | Jacques Mathieu                | LCR              | 975          | 1,9          |             |             |  |
|                | Michel Etienne                 | LO               | 405          | 0,79         |             |             |  |
|                | Zulema Saucedo                 | Pôle républicain | 375          | 0,73         |             |             |  |
|                | Alban Piquer                   | MNR              | 374          | 0,73         |             |             |  |
|                | Philippe Pressecq              | ÉD               | 287          | 0,56         |             |             |  |
|                | Jean-Luc Vézinet               | Extrême gauche   | 272          | 0,53         |             |             |  |
|                | Christian Emaille              | GÉ               | 218          | 0,43         |             |             |  |
|                | Réjane Rifa-Binet              | S&P              | 180          | 0,35         |             |             |  |
|                | Yolande Jean-Voldemar          | PT               | 102          | 0,2          |             |             |  |
|                | Yolande Jean-Voldemar          | Divers           | 1            | 0            |             |             |  |
|                |                                |                  |              |              |             |             |  |
| Inscrits       | Inscrits                       | Inscrits         | 74 036       | 100,00       | 74 025      | 100,00      |  |
| Abstentions    | Abstentions                    | Abstentions      | 21 388       | 28,89        | 23 705      | 32,02       |  |
| Votants        | Votants                        | Votants          | 52 648       | 71,11        | 50 320      | 67,98       |  |
| Blancs et nuls | Blancs et nuls                 | Blancs et nuls   | 1 387        | 2,63         | 2 173       | 4,32        |  |
| Exprimés       | Exprimés                       | Exprimés         | 51 261       | 97,37        | 48 147      | 95,68       |  |

Le suppléant de Thierry Carcenac était Charles Pistre.

### Élections de 2007
| Candidat       | Candidat                       | Parti          | Premier tour | Premier tour | Second tour | Second tour |  |
| Candidat       | Candidat                       | Parti          | Voix         | %            | Voix        | %           |  |
| -------------- | ------------------------------ | -------------- | ------------ | ------------ | ----------- | ----------- |  |
|                | Thierry Carcenac sortant réélu | PS             | 20 545       | 39,59        | 28 796      | 54,25       |  |
|                | Catherine Réveillon            | UMP            | 19 176       | 36,95        | 24 283      | 45,75       |  |
|                | Laurence Pujol                 | UDF–MoDem      | 3 585        | 6,91         |             |             |  |
|                | Marie-Christine Boutonnet      | FN             | 2 119        | 4,08         |             |             |  |
|                | Pierre Courjault-Radé          | Les Verts      | 1 539        | 2,97         |             |             |  |
|                | Roxana Farina Concha           | PCF            | 1 271        | 2,45         |             |             |  |
|                | Danièle Wargnies               | LCR            | 1 202        | 2,32         |             |             |  |
|                | Guy de Pierpont                | CPNT           | 806          | 1,55         |             |             |  |
|                | Frédéric Chevalier             | MPF            | 670          | 1,29         |             |             |  |
|                | Jean-Pierre Camo               | Divers         | 457          | 0,88         |             |             |  |
|                | Michel Etienne                 | LO             | 318          | 0,61         |             |             |  |
|                | Christian Demeautis            | LO             | 209          | 0,40         |             |             |  |
|                |                                |                |              |              |             |             |  |
| Inscrits       | Inscrits                       | Inscrits       | 79 974       | 100,00       | 79 972      | 100,00      |  |
| Abstentions    | Abstentions                    | Abstentions    | 27 043       | 33,81        | 25 341      | 31,69       |  |
| Votants        | Votants                        | Votants        | 52 931       | 66,19        | 54 631      | 68,31       |  |
| Blancs et nuls | Blancs et nuls                 | Blancs et nuls | 1 034        | 1,95         | 1 552       | 2,84        |  |
| Exprimés       | Exprimés                       | Exprimés       | 51 897       | 98,05        | 53 079      | 97,16       |  |

### Élections de 2012
| Candidat       | Candidat                    | Parti                    | Premier tour | Premier tour | Second tour | Second tour |  |
| Candidat       | Candidat                    | Parti                    | Voix         | %            | Voix        | %           |  |
| -------------- | --------------------------- | ------------------------ | ------------ | ------------ | ----------- | ----------- |  |
|                | Jacques Valax sortant réélu | PS                       | 29 407       | 46,47        | 38 969      | 66,69       |  |
|                | Marie-Christine Boutonnet   | RBM (FN)                 | 11 041       | 17,45        | 19 461      | 33,31       |  |
|                | Henri Del Rey               | MPF (UMP)                | 10 217       | 16,15        |             |             |  |
|                | André Boudes                | FG (PCF) (PG)            | 5 238        | 8,28         |             |             |  |
|                | Catherine Manuel            | EÉLV                     | 2 453        | 3,88         |             |             |  |
|                | Françoise Rodet             | CpF (AC, MoDem, NC, PRV) | 1 928        | 3,08         |             |             |  |
|                | Fabien Charry               | MHAN                     | 758          | 1,20         |             |             |  |
|                | Pascal Thibaut              | DLR                      | 662          | 1,05         |             |             |  |
|                | Gisèle Berlic               | POC                      | 652          | 1,03         |             |             |  |
|                | Loïc Escaich                | NPA                      | 371          | 0,59         |             |             |  |
|                | Boris Gimenez-Sastre        | LO                       | 277          | 0,44         |             |             |  |
|                | Christian Demeautis         | POI                      | 172          | 0,27         |             |             |  |
|                | Jean-Pierre Camo            | AÉI                      | 102          | 0,16         |             |             |  |
|                | Jean-Pierre Moreno          | MHAN                     | 0            | 0,00         |             |             |  |
|                |                             |                          |              |              |             |             |  |
| Inscrits       | Inscrits                    | Inscrits                 | 102 423      | 100,00       | 102 421     | 100,00      |  |
| Abstentions    | Abstentions                 | Abstentions              | 37 570       | 36,68        | 39 649      | 38,71       |  |
| Votants        | Votants                     | Votants                  | 64 853       | 63,32        | 62 772      | 61,29       |  |
| Blancs et nuls | Blancs et nuls              | Blancs et nuls           | 1 575        | 2,43         | 4 342       | 6,92        |  |
| Exprimés       | Exprimés                    | Exprimés                 | 63 278       | 97,57        | 58 430      | 93,08       |  |

### Élections de 2017
|                                                                      | |                           |                           |                          |                          |
|                                                                      | | Premier tour 11 juin 2017 | Premier tour 11 juin 2017 | Second tour 18 juin 2017 | Second tour 18 juin 2017 |
|                                                                      | |                           |                           |                          |                          |
|                                                                      | | Nombre                    | % des inscrits            | Nombre                   | % des inscrits           |
| Inscrits                                                             | Inscrits | 106 024                   | 100,00                    | 106 014                  | 100,00                   |
| Abstentions                                                          | Abstentions                                                                                                  | 48 223                    | 45,48                     | 54 967                   | 51,85                    |
| Votants                                                              | Votants | 57 801                    | 54,52                     | 51 047                   | 48,15                    |
|                                                                      | |                           | % des votants             |                          | % des votants            |
| Bulletins blancs                                                     | Bulletins blancs                                                                                             | 1 186                     | 2,05                      | 4 558                    | 8,93                     |
| Bulletins nuls                                                       | Bulletins nuls                                                                                               | 697                       | 1,21                      | 2 624                    | 5,14                     |
| Suffrages exprimés                                                   | Suffrages exprimés                                                                                           | 55 918                    | 96,74                     | 43 865                   | 85,93                    |
|                                                                      | |                           |                           |                          |                          |
| Candidat Étiquette politique (partis et alliances)                   | Candidat Étiquette politique (partis et alliances)                                                           | Voix                      | % des exprimés            | Voix                     | % des exprimés           |
|                                                                      | |                           |                           |                          |                          |
|                                                                      | Marie-Christine Verdier-Jouclas La République en marche                                                      | 19 174                    | 34,29                     | 29 014                   | 66,14                    |
|                                                                      | Doriane Albarao Front national                                                                               | 9 418                     | 16,84                     | 14 851                   | 33,86                    |
|                                                                      | Thomas Domenech La France insoumise                                                                          | 8 213                     | 14,69                     |                          |                          |
|                                                                      | Claire Fita Parti socialiste (Parti radical de gauche)                                                       | 7 260                     | 12,98                     |                          |                          |
|                                                                      | Pascal Grandin Les Républicains (Union des démocrates et indépendants - Chasse, pêche, nature et traditions) | 3 996                     | 7,15                      |                          |                          |
|                                                                      | Pascal Pragnère Europe Écologie Les Verts                                                                    | 2 250                     | 4,02                      |                          |                          |
|                                                                      | Rachid Touzani Parti communiste français                                                                     | 1 943                     | 3,47                      |                          |                          |
|                                                                      | Pascal Thibaut Debout la France                                                                              | 1 152                     | 2,06                      |                          |                          |
|                                                                      | Ben Lefetey Écologiste (La Relève citoyenne)                                                                 | 765                       | 1,37                      |                          |                          |
|                                                                      | Gisèle Berlic Régionalistes (Partit occitan)                                                                 | 514                       | 0,92                      |                          |                          |
|                                                                      | Thierry Pons Divers (Union populaire républicaine)                                                           | 493                       | 0,88                      |                          |                          |
|                                                                      | Jean-Pierre Berenguer Divers (Parti du vote blanc)                                                           | 339                       | 0,61                      |                          |                          |
|                                                                      | Boris Gimenez Sastre Lutte ouvrière                                                                          | 339                       | 0,61                      |                          |                          |
|                                                                      | Patrick Audouy Écologiste (Alliance écologiste indépendante)                                                 | 62                        | 0,11                      |                          |                          |
|                                                                      | Marina Lenie Divers droite (La France qui ose)                                                               | 0                         | 0,00                      |                          |                          |
| Source : Ministère de l'Intérieur - Deuxième circonscription du Tarn | |                           |                           |                          |                          |

### Élections de 2022
|                                                                      |                                                                                  |                           |                           |                          |                          |
|                                                                      |                                                                                  | Premier tour 12 juin 2022 | Premier tour 12 juin 2022 | Second tour 19 juin 2022 | Second tour 19 juin 2022 |
|                                                                      |                                                                                  |                           |                           |                          |                          |
|                                                                      | Karen Erodi Nouvelle Union populaire écologique et sociale (La France insoumise) | 17 400                    | 29,91                     | 22 633                   | 37,50                    |
|                                                                      | Marie-Christine Verdier-Jouclas* Ensemble (LREM)                                 | 16 487                    | 28,34                     | 21 151                   | 35,05                    |
|                                                                      | Julien Bacou Rassemblement national                                              | 13 775                    | 23,68                     | 16 564                   | 27,45                    |
|                                                                      | Corinne Darmani Résistons                                                        | 2 399                     | 4,12                      |                          |                          |
|                                                                      | Céline Boyer Reconquête                                                          | 2 342                     | 4,03                      |                          |                          |
|                                                                      | Sandrine Madesclair Divers gauche (Socialiste)                                   | 2 155                     | 3,70                      |                          |                          |
|                                                                      | Fabienne Marie Lada Écologiste (Écologie autrement)                              | 1 182                     | 2,03                      |                          |                          |
|                                                                      | Véronique Ponnelle Debout la France                                              | 858                       | 1,47                      |                          |                          |
|                                                                      | Karl-Henri Voizard Parti animaliste                                              | 628                       | 1,08                      |                          |                          |
|                                                                      | Boris Gimenez Sastre Lutte ouvrière                                              | 543                       | 0,93                      |                          |                          |
|                                                                      | Joël Encontre Régionalistes (Partit occitan)                                     | 413                       | 0,71                      |                          |                          |
|                                                                      | Pascale Cuny Divers gauche                                                       | 0                         | 0,00                      |                          |                          |
| * Députée sortante                                                   |                                                                                  |                           |                           |                          |                          |
|                                                                      |                                                                                  |                           |                           |                          |                          |
|                                                                      |                                                                                  | Nombre                    | % des inscrits            | Nombre                   | % des inscrits           |
| Inscrits                                                             | Inscrits                                                                         | 109 859                   | 100                       | 109 876                  | 100                      |
| Abstentions                                                          | Abstentions                                                                      | 49 736                    | 45,27                     | 47 526                   | 43,25                    |
| Votants                                                              | Votants                                                                          | 60 123                    | 54,73                     | 62 350                   | 56,75                    |
|                                                                      |                                                                                  |                           | % des votants             |                          | % des votants            |
| Bulletins blancs                                                     | Bulletins blancs                                                                 | 1 288                     | 2,14                      | 1 291                    | 2,07                     |
| Bulletins nuls                                                       | Bulletins nuls                                                                   | 653                       | 1,09                      | 711                      | 1,14                     |
| Suffrages exprimés                                                   | Suffrages exprimés                                                               | 58 182                    | 96,77                     | 54,92                    | 96,79                    |
|                                                                      |                                                                                  |                           |                           |                          |                          |
| Source : Ministère de l'Intérieur - Deuxième circonscription du Tarn |                                                                                  |                           |                           |                          |                          |

### Élections de 2024
Députée sortante : Karen Erodi (La France insoumise)
| Candidat                 | Candidat                 | Parti et coalition       | Nuance                   | Premier tour | Premier tour | Second tour | Second tour |
| Candidat                 | Candidat                 | Parti et coalition       | Nuance                   | Voix         | %            | Voix        | %           |
| ------------------------ | ------------------------ | ------------------------ | ------------------------ | ------------ | ------------ | ----------- | ----------- |
|                          | Julien Bacou             | RN                       | RN                       | 28 850       | 37,94        | 34 425      | 49,27       |
|                          | Karen Erodi              | LFI (NFP)                | UG                       | 24 048       | 31,63        | 35 447      | 50,73       |
|                          | Pierre Verdier,          | TdP - RE (ENS)           | ENS                      | 16 501       | 21,70        | Retrait     | Retrait     |
|                          | Thierno Bah              | LR (UDC)                 | LR                       | 4 082        | 5,37         |             |             |
|                          | Joël Encontre            | POC (R&PS)               | REG                      | 1 058        | 1,39         |             |             |
|                          | Frédéric Lamouche        | REC                      | REC                      | 989          | 1,30         |             |             |
|                          | Boris Gimenez-Sastre     | LO                       | EXG                      | 512          | 0,67         |             |             |
|                          |                          |                          |                          |              |              |             |             |
| Suffrages exprimés       | Suffrages exprimés       | Suffrages exprimés       | Suffrages exprimés       | 76 040       | 96,14        | 69 872      | 88,25       |
| Votes blancs             | Votes blancs             | Votes blancs             | Votes blancs             | 2 034        | 2,57         | 6 474       | 8,18        |
| Votes nuls               | Votes nuls               | Votes nuls               | Votes nuls               | 1 015        | 1,28         | 2 826       | 3,57        |
| Total                    | Total                    | Total                    | Total                    | 79 089       | 100          | 79 172      | 100         |
| Abstention               | Abstention               | Abstention               | Abstention               | 31 221       | 28,30        | 31 138      | 28,23       |
| Inscrits / participation | Inscrits / participation | Inscrits / participation | Inscrits / participation | 110 310      | 71,70        | 110 310     | 71,77       |

#### Département du Tarn
- La fiche de l'INSEE de cette circonscription : « Tableaux et Analyses de la deuxième circonscription du Tarn », sur insee.fr, site de l'Institut national de la statistique et des études économiques (consulté le 10 juin 2007) [PDF]

- « Tous les députés du département du Tarn depuis 1789 », sur assemblee-nationale.fr, site de l'Assemblée nationale française (consulté le 10 juin 2007)

- « Informations contentieuses sur le département du Tarn (Élections législatives de 2002) »(Archive.org • Wikiwix • Archive.is • Google • Que faire ?), sur conseil-constitutionnel.fr, site du Conseil constitutionnel (consulté le 13 juin 2007)

#### Circonscriptions en France
- « Carte des circonscriptions législatives en France », sur assemblee-nationale.fr, site de l'Assemblée nationale française (consulté le 10 juin 2007)

- « Résultats électoraux officiels en France »(Archive.org • Wikiwix • Archive.is • Google • Que faire ?), sur interieur.gouv.fr, site du ministère de l'Intérieur (France) (consulté le 13 juin 2007)

- Description et Atlas des circonscriptions électorales de France sur http://www.atlaspol.com, Atlaspol, site de cartographie géopolitique, consulté le 13 juin 2007.